# 藤井啓之助
藤井 啓之助（ふじい けいのすけ、明治21年〈1888年〉3月 - 昭和34年〈1959年〉3月15日）は、日本の外交官。

## 経歴
群馬県群馬郡生まれ。第一高等学校、東京帝国大学法科大学政治学科卒業。
大正2年（1913年）10月外交官及領事官試験に合格、翌3年（1914年）から領事官補として長春、ホノルル、サンフランシスコに勤務、大正5年（1918年）から7年（1920年）のワシントン勤務を経て廈門領事に任命される。大正11年（1924年）に電信・文書・翻訳課長、昭和2年（1926年）に人事課長も兼ね、昭和5年（1930年）に在英日本大使館へ勤務することになりイギリスへ移った。
翌6年（1931年）にドイツのハンブルク総領事に転任、昭和7年（1932年）から翌8年（1933年）まで在独日本大使館で臨時代理公使を務め、その後ワシントン、ロンドンに駐在した。昭和12年（1937年）から昭和14年（1939年）まで在チェコスロバキア公使を務め昭和15年（1940年）に退職、昭和34年（1959年）に死去。

## 栄典
- 1926年（大正15年）2月10日 - 双光旭日章[4]
- 1940年（昭和15年）8月15日 - 紀元二千六百年祝典記念章[5]

## 家族
- 妻・清子（1895年 - 1983年） - ルーマニア全権公使西源四郎の娘[6]（伊藤博文の孫）。
  - 田付美代子（1916年 - ?） - 長女[6]。デンマーク大使・田付景一の妻。
  - 藤井研二（1918年 - ?） - 長男[6]。
  - 藤﨑芙佐子（1921年 - ?） - 次女[6]。最高裁判所裁判官・藤﨑万里の妻。
    - 藤﨑一郎（1947年 -） - 芙佐子の息子。駐アメリカ大使、元外務審議官。

  - 鶴見蔦子（1925年 - ?） - 三女[6]。ジュネーヴ国際機関日本政府代表部大使・鶴見清彦の妻。
  - 松本悦子（1928年 - 2024年）[7] - 四女[6]。防衛庁長官・松本十郎の妻。
    - 松本剛明（1959年 -） - 悦子の息子。衆議院議員。自由民主党所属。外務大臣、総務大臣を歴任。
    - 寺内玲子（1962年 -） - 悦子の娘。財務省大臣官房参事官寺内肇の妻。

  - 藤井英之（1936年 - ?） - 次男[6]。

## 関連文献
- 人事興信所編『人事興信録 第14版 下巻』人事興信所、1943年。
- Heinz Eberhard Maul, Japan und die Juden: Studie über die Judenpolitik des Kaiserreiches Japan während der Zeit des Nationalsozialismus 1933 - 1945 (Dissrtation submitted to Rheinischen Friedrich-Wilhelms University in Bonn, mentioning Fujii)
- 片桐庸夫「藤井啓之助」『新版 日本外交史辞典』山川出版社、1992年。
- 君島一郎『朶寮一番室』時事通信社、1967年。